# Akodon serrensis
El ratón de la sierra do Mar (Akodon serrensis) es una especie del género Akodon, roedores que se incluyen en la familia de los cricétidos. Habita en selvas tropicales y subtropicales en zonas montañosas del centro-este de Sudamérica.

## Taxonomía
Este taxón fue descrito originalmente en el año 1902 por el zoólogo británico Oldfield Thomas, empleando el mismo nombre científico.
Localidad tipo
La localidad tipo referida es: “Serra do Mar, Roca Nova, a una altitud de 1000 msnm, estado de Paraná, Brasil”.
Holotipo
El ejemplar holotipo designado posee el número original 803; se trata de un macho adulto capturado el 25 de agosto de 1901 por Alphonse Robert.

### Caracterización y relaciones filogenéticas
El ejemplar tipo midió en fresco 88 mm de largo sumando la cabeza y el cuerpo; la cola midió 78 mm, la oreja 18 mm; el cráneo midió 27 mm de largo.
Fue caracterizada por el neto color ocre de las puntas de los pelos del vientre, por el ocre de su región inguinal, por su color general oscuro bistre y por las proporciones de su cráneo.
Pertenece al subgénero “Akodon” y, dentro de él, al “grupo de especies Akodon mollis”, aunque para Brandi S. Coyner debe ser ubicada separadamente a los otros grupos de especies, en “incertae sedis”.
Desde su descripción, siempre fue reconocida como especie plena, estando bien diferenciada de otras especies de Akodon, según resultados de estudios efectuados en secuencias del citocromo b.
La taxonomía genérica de esta especie es aún incierta, se requiere más investigación, desde que en el año 2003 Guillermo D'Elía y un equipo de colaboradores encontraron que genéticamente estaría relacionado con el ratón topo misionero (Thaptomys nigrita). En 2005, Brandi S. Coyner secuenció el gen citocromo b de 189 ejemplares de distintas especies de Akodon; la filogenia resultante reveló un clado monofilético, con A. serrensis colocado como la especie más basal del árbol molecular obtenido, apartándose de los restantes taxones con valores de divergencia elevados (15,567 %). Esto llevó a que el autor recomiende destinar a esta especie una atención adicional, para determinar si merece ser reconocida dentro de un género distinto.

## Distribución geográfica y hábitat
Es un ratón endémico del sudeste de Brasil, contando con poblaciones en los estados de: Espírito Santo, Minas Gerais, Río de Janeiro, São Paulo, Paraná y Santa Catarina, llegando por el sur hasta las proximidades de la frontera con Río Grande del Sur y por el oeste hasta prácticamente el límite con la Argentina.
Es una especie de hábitos terrestres que vive en el piso de ambientes selváticos, especialmente en la serra do Mar y en la sierra de la Mantiqueira, en altitudes entre 1000 y 2700 m s. n. m., siendo más común en elevaciones intermedias. En la parte sur de su distribución habita también a menor altitud.
Si bien fue repetidamente citada para la provincia de Misiones en el nordeste argentino, los especímenes de dicho país fueron posteriormente reasignados a una especie propia (distinta a Akodon serrensis): Akodon paranaensis, descrita en el año 2000 por los zoólogos Alexandre U. Christoff, Valéria Fagundes, Ives. J. Sbalqueiro, Margarete S. Mattevi y Yatiyo Yonenaga-Yassuda.

## Conservación
Según la organización internacional dedicada a la conservación de los recursos naturales Unión Internacional para la Conservación de la Naturaleza (IUCN), al poseer una amplia distribución (que permite presumir está acompañada de una gran población), al no contar con mayores peligros y vivir en algunas áreas protegidas, la clasificó como una especie bajo “preocupación menor” en su obra: Lista Roja de Especies Amenazadas, aunque algunas de sus poblaciones se vieron afectadas por el elevado índice de desforestación que sufrió su hábitat, la mata atlántica.